# Maurice Carey Blake
Maurice Carey Blake (Otisville, 20 ottobre 1815 – San Francisco, 26 settembre 1897) è stato un politico statunitense, 19° sindaco di San Francisco.